# گرشتهوفن
شهر گرشتهوفندر ایالت بایرن در کشور آلمان واقع شده‌است.